# Marie-Thérèse Lucidor Corbin
 (décembre 2024).
Pour les articles homonymes, voir Corbin.

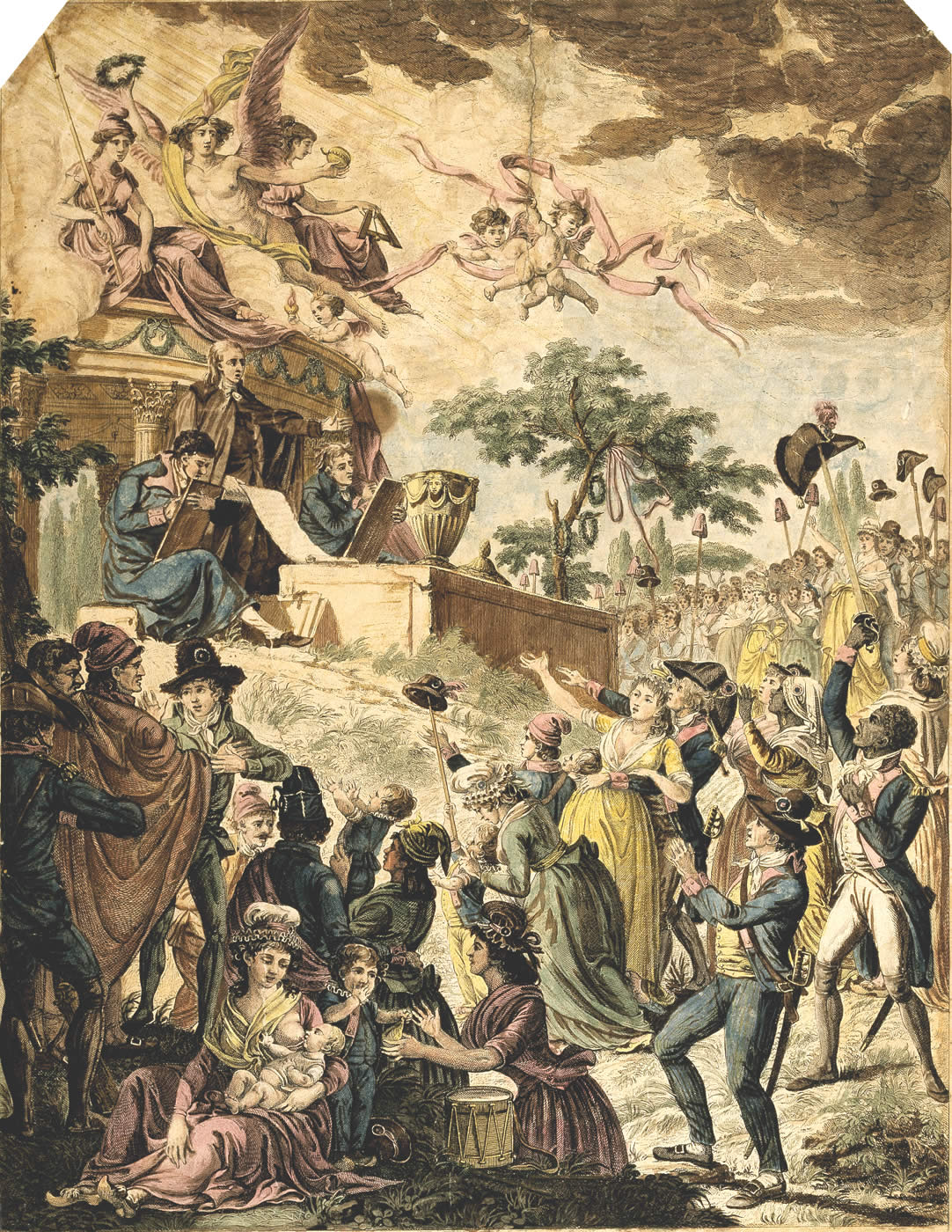
Réjouissances à l'annonce de l'abolition de l'esclavage, le 30 pluviôse an II dans la cathédrale Notre-Dame de Paris transformée en temple de la Raison. On voit Jean-Baptiste Belley, premier représentant noir à la Convention en uniforme à droite, et devant lui, probablement, Marie-Thérèse Lucidor Corbin

Marie-Thérèse Lucidor Corbin, née en août 1749 et morte le 31 janvier 1834, est une militante créole française du XVIIIe siècle. Elle a célébré l'abolition de l'esclavage dans les colonies françaises en prononçant un discours et en chantant un hymne aux citoyens noirs, sur l'air de La Marseillaise.

## Biographie
Le père de Marie-Thérèse Corbin était André Lucidor, un ancien esclave de la Martinique qui travaillait comme maître d'armes près de Saint-Nicolas-des-Champs, à Paris. En 1745, il épouse Thérèse-Charlotte Richard, une Française blanche. Il se peut qu'elle-même soit originaire de la Martinique, mais si c'est le cas, ils n'auraient pas pu se marier là-bas. Marie-Thérèse, baptisée le 3 août 1749, était la deuxième fille du couple. Elle travaille comme lingère et épouse en 1786 Jean-François Corbin, négociant en vins, qui la quitte en 1789 et la laisse vivre dans la pauvreté à Paris, avec sa sœur aînée, Louise. En 1791, elles furent toutes deux exclues de la « Société fraternelle des deux sexes » comme « femmes capables de troubler l'ordre public, voulant sonner le tocsin à l'église Saint-Roch et voulant renverser des statues dans les lieux publics après la fuite de Louis XVI ». Louise a tenté de se suicider par défenestration et a ensuite été internée à l'asile de Charenton.
Marie-Thérèse est arrêtée en novembre 1792 et accusée d'être impliquée dans le vol des joyaux de la couronne française du Garde Meuble. Affirmant que le ministre de l'Intérieur, Jean-Marie Roland de la Platière, et le maire de Paris, Jérôme Pétion de Villeneuve, lui avaient donné pour instruction de tenter de retrouver les voleurs, elle est finalement libérée par Fouquier-Tinville, qui ne retient aucune charge contre elle. En février 1793, elle adresse une pétition à la Convention nationale pour laver son nom, arguant que son association avec les voleurs – bien qu'elle ait réussi à traduire certains d'entre eux en justice – lui avait fait perdre son appartement et la garde de ses enfants. Plusieurs personnes témoignent en sa faveur, dont Garat, ministre de la Justice, qui lui fait accorder un secours provisoire de 100 livres, le 23 mai 1794.
Après la loi du 4 février 1794 (16 pluviôse) abolissant l'esclavage dans toutes les colonies françaises, Lucidor Corbin prononce un discours passionné au Temple de la Raison à Notre-Dame :

« Peuples Français, le grand jour est arrivé, le talisman de la féodalité est enfin brisé, la Liberté, l'Égalité, règnent sur notre hémisphère, toutes nos peines sont terminées, le précieux décret rendu par nos législateurs nous met égaux à tous les autres hommes, nous sommes réunis par les liens de la fraternité, nos chaînes sont brisées pour ne jamais les reprendre ; Oui, nous le jurons devant notre déesse de la Liberté que nous ne suivrons jamais d'autres principes que ceux de Marat qui fut sacrifié par un monstre du despotisme. Ô Marat, que n'es-tu présent dans ce jour, quelle joie brillerait dans ton cœur et dans tes yeux.
   Mais homme chéri de ton vivant comme après la mort, sois assuré que nos cœurs sont autant d'autels que nous conserverons à tes vertus. Ce fut toi qui par tes écrits nous inspira le saint amour de la Liberté, dont nous te conserverons toujours un éternel reconnaissance.
   Et toi, Ogée, homme libre de couleur, notre frère et ami qui porta ce décret du 15 mai 1790 et qui est mort première victime, assassiné par l'aristocratie dans nos îles, reçois les faibles hommages de notre reconnaissance.
   Français, quel plus beau jour pour nous de déployer ce symbole de la réunion des trois peuples entre lesquels l'insolente aristocratie avait tracé une ligne de démarcation. Mais elle est enfin brisée, ainsi que nos chaînes que nous mettons sous nos pieds, et nous jurons encore de défendre la Liberté, l'Égalité, et de soutenir la République une et indivisible. »

Elle a ensuite chanté un « hymne des citoyens de couleur » sur l'air de La Marseillaise :
Peuple libre viens en ce temple

Sur ces héros jeter des fleurs

Que ton œil attendri contemple

tes amis et tes bienfaiteurs

(...) Des fers honteux de l'esclavage

Ils ont affranchi le pays
— Hymne des citoyens de couleurs. Par la citoyenne Corbin, créole et républicaine
En février 1795, elle publie un long texte sur l’éducation nationale dans les colonies françaises. La grande familiarité du texte avec Saint-Domingue suggère que d'autres personnes comme Julien Raimond ou Léger-Félicité Sonthonax ont pu l'aider à l'écrire. Elle a continué à faire appel à l'aide publique, se présentant comme réfugiée pour réclamer de l'aide, et a peut-être continué à travailler comme indicatrice de police.
Sa fille Marie-Constance entre au Conservatoire de Paris en même temps que la future cantatrice Alexandrine-Caroline Branchu, autre élève métisse. Marie-Constance n'obtint cependant pas de succès comme chanteuse et mourut en 1808. Marie-Thérèse fut admise à l'Hospice des Incurables, rue de Sèvres, où elle mourut le 31 janvier 1834, à l'âge de 81 ans.

## Travaux
- Discours de la citoyenne Lucidor F. Corbin, créole, républicaine, prononcée par elle-même au Temple de la Raison, l'an 2e de la liberté . Paris : Coutubrier, [1794].
- Hymne des citoyens de couleurs . 1794.
- Aperçu d'une Républicaine Française sur les colonies pour y établir des éducations nationales. Fait par la Citoyenne Lucidor femme Corbin, créolle. 1795.